# Palazzo Muti Baglioni

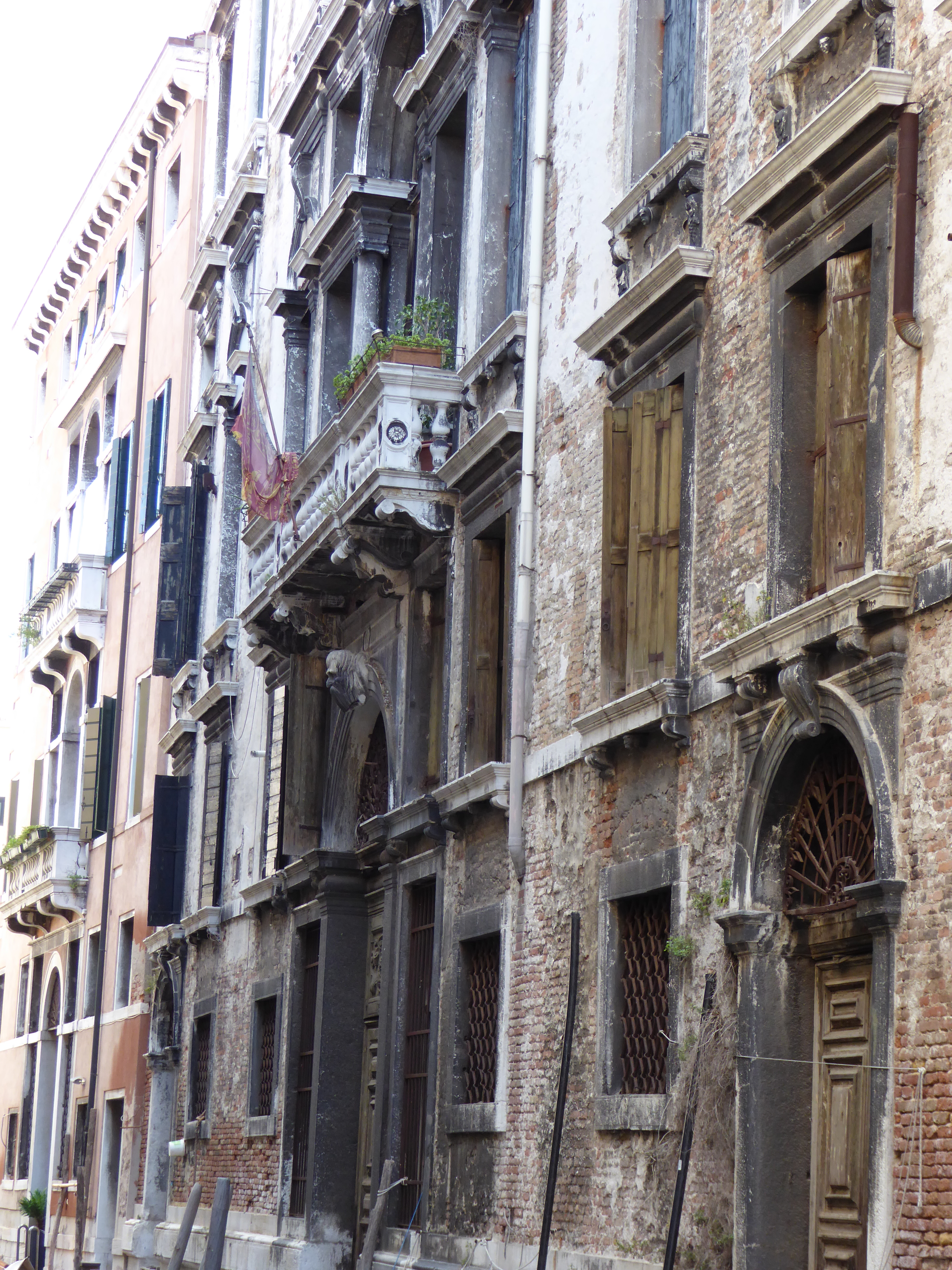
Fassade des Palazzo Muti Baglioni zum Rio di San Cassiano hin

Palazzo Muti Baglioni ist ein Palast in Venedig in der italienischen Region Venetien. Er liegt im Sestiere San Polo am Rio di San Cassiano und neben der Kirche San Cassan.

## Geschichte
Wie mehrere Kunsthistoriker meinen, wurde der Palast 1602 auf der Basis eines öffentlichen Gebäudes errichtet, das die Familie Muti nur kaufte, um es abzureißen. Die Familie behielt das Anwesen bis zum Ende des 17. Jahrhunderts. Die Familie Acquisti kaufte es in zwei Teilen 1670 und 1679. Im Jahre 1686 wurde diese Familie ins venezianische Patriziat aufgenommen. Später fiel das Anwesen an die Familie Verzi. Am 23. Februar 1737 wurde der Palast durch einen Brand während eines Hochzeitsempfangs im Nebenhaus stark beschädigt. Im Jahre 1742 war der Palazzo Muti Baglioni bereits wieder restauriert und wurde auf den Besuch des Grafen von Modena, Francesco III. d’Este, vorbereitet. Nach diesem Ereignis wurden Verschönerungsarbeiten im Inneren, je nach Art des Stucks und der Fresken, durchgeführt. 1750 kauften die Baglionis den Palast und danach 1919 die Da Mostos, denen er heute noch gehört.

## Beschreibung
Der Palast liegt in einem besonders komplizierten Gewirr von Straßen und ist nur vom Boot aus halbwegs sichtbar, weil man auf seine sehr lange Fassade nur vom Ponte della Malvasia aus einen flüchtigen Blick werfen kann. Der Palast ist das höchste Privathaus in Venedig; es erreicht eine Dachhöhe von 27 Metern. Der Architekt ist nicht bekannt. Der Palazzo Muti Baglioni hat zwei gleiche Fassaden, die eine zum Rio di San Cassiano und andere auf die Calle Muti, streng, vergleichbar mit der des Palazzo Da Ponte und anderen derartig inspirierten Gebäuden. Beide Fassaden sind durch übereinander angeordnete venezianische Fenster gekennzeichnet, flankiert von Einzelfenstern. Die einzige verzierte Fensteröffnung ist die in der Mitte. Im Erdgeschoss findet man an beiden Fassaden drei Türen, deren beide äußeren den Zugang zu Gängen vermitteln, vielleicht früher zu einer Vorhalle, die dazu diente, die Hauptgeschosse direkt über Treppen zu erreichen.